# Аделаїда Австрійська
Аделаїда Австрійська (нім. Adelheid von Österreich; 3 січня 1914 — 3 жовтня 1971) — австрійська принцеса, дочка імператора Австрії Карла I і Зіти Бурбон-Пармської.

## Біографія
Аделаїда Австрійська була другою дитиною і старшою дочкою в сім'ї. Вона була хрещена 7 січня 1914 роки; хрещеними батьками були її бабуся по батьківській лінії принцеса Марія Йозефа Саксонська і дядько принц Сикст Бурбон-Парми, брат матері.
Під час Першої світової війни Аделаїда часто супроводжувала свого батька і брата, кронпринца Отто, під час інспекцій австрійських військ.
Після поразки Австро-Угорщини у війні її батько був змушений відмовитися від участі в державних справах. Незабаром імперія була скасована і в Австрія і Угорщина проголошені республіками. У 1919 році Аделаїда з сім'єю були відправлені у вигнання спочатку до Швейцарії, а потім на португальський острів Мадейра. 9 березня 1922 року Аделаїда з братом Отто і батьком-імператором Карлом вирушили в місто, щоб купити іграшки на день народження Карла Людвіга. Місто було оповито холодним туманом, і її батько застудився; пізніше у нього розвинулася пневмонія, від якої він помер 1 квітня.
У грудні 1933 року Аделаїда стала першим членом своєї сім'ї, які приїхали до Відня з моменту заснування республіки, прибувши туди на поїзді з Будапешта. Аделаїда вчилася в Левенському університеті і здобула докторський ступінь в 1938 році. Під час Другої світової війни вона емігрувала з більшою частиною своєї сім'ї в США, щоб врятуватися від нацистів.
Ерцгерцогиня Аделаїда пізніше повернулася до Європи. Вона померла неодруженою в Пеккінгу, Баварія.